# Хан, Шахид (бизнесмен)
Шахи́д Хан (урду شاہد خان‎, англ. Shahid Khan; род. 18 июля 1950, Лахор) — американский бизнесмен-миллиардер пакистанского происхождения. Является генеральным директором и владельцем американской автомобильной OEM-компании Flex-N-Gate. Кроме того, владеет «Джэксонвилл Джагуарс» из Национальной Футбольной Лиги (НФЛ), футбольным клубом Английской Премьер-лиги «Фулхэм» и является ведущим инвестором рестлинг-промоушена All Elite Wrestling (AEW).
В 2012 году Шахид Хан попал на обложку журнала Forbes, где был назван лицом американской мечты. По состоянию на апрель 2021 года капитал Шахида составляет сумму 8 миллиардов долларов США. Он занимает 66-е место в списке самых богатых американцев «Форбс 400» и является 308-м самым богатым человеком в мире. Кроме того, Шахид Хан самый богатый человек пакистанского происхождения.

## Ранний период жизни и образование
Родился 18 июля 1950 года в Лахоре в семье среднего класса, которая занималась строительным бизнесом. Его мать (сейчас на пенсии) была профессором математики. В 1967 году он переехал в Соединённые Штаты Америки в возрасте 16 лет, чтобы пройти обучение в Иллинойсском университете в Урбане-Шампейне. Свою первую ночь в США он провёл в комнате за 2 доллара США в сутки в «YMCA», а его первой работой стала мойка посуды за 1,20 доллара США в час. Шахид присоединился к студенческому объединению «Beta Theta Pi». В 1971 году окончил инженерный колледж Иллинойсского университета в Урбане-Шампейне со степенью бакалавра наук в области промышленной инженерии. В 1999 году был удостоен премии за выдающиеся достижения в области машиностроения и инженерии.

## Деловая карьера
Шахид Хан работал в автомобильной производственной компании «Flex-N-Gate Corporation», когда учился в Университете Иллинойса. После окончания обучения был нанят в должности технического директора компании. В 1978 году основал компанию «Bumper Works», которая производила автомобильные бамперы для тюнинговых пикапов и занималась ремонтом кузовов. Компания была основана на следующие средства: кредит в размере 50 000 долларов США от Управления по делам малого бизнеса и 16 000 долларов США его личных сбережений.
В 1980 году купил компанию «Flex-N-Gate» у своего бывшего работодателя Чарльза Глисона Бутцоу, в результате чего произошло слияние с «Bumper Works». Шахид Хан стал поставлять бамперы для автопроизводителей Большой детройтской тройки. В 1984 году начал поставлять небольшое количество бамперов для пикапов японской компании «Toyota». К 1987 году был единственным поставщиком запчастей для пикапов «Toyota», а к 1989 году стал единственным поставщиком для всей линейки автомобилей «Toyota» в Соединённых Штатах Америки. Принятие принципов «The Toyota Way» повысило эффективность компании через способность изменить производственный процесс в течение нескольких минут. С тех пор объём продаж компании «Flex-N-Gate» вырос с 17 миллионов до 2 миллиардов долларов США в 2010 году.
К 2011 году «Flex-N-Gate» насчитывал 12 450 сотрудников и 48 производственных предприятий в Соединённых Штатах Америки и некоторых других странах, а в 2017 году выручка компании составила 7,5 млрд долларов США, что сделало её 49-й по величине частной компанией США.
В мае 2012 года Управление по охране труда оштрафовало «Flex-N-Gate» на 57 000 долларов США за нарушения на заводе в Урбане. Перед драфтом НФЛ 2012 года Объединённый профсоюз авторабочих и другие группы защитников окружающей среды организовали кампанию против компании «Flex-N-Gate» и Шахида Хана.

## Спорт и развлечения

### Джэксонвилл Джагуарс
11 февраля 2010 года состоялась первая попытка Шахида Хана приобрести команду Национальной футбольной лиги, когда он заключил соглашение о приобретении 60 % акций «Лос-Анджелес Рэмс» у Чипа Розенблюма и Люсии Родригес, при условии одобрения сделки со стороны других владельцев НФЛ. Однако, Стэн Кронке, миноритарный акционер «Лос-Анджелес Рэмс», проголосовал против продажи акций Шахиду.
29 ноября 2011 года Шахид Хан приобрёл «Джэксонвилл Джагуарс» у Уэйна Уивера и группы владельцев при условии одобрения сделки НФЛ. Уэйн Уивер объявил о продаже команды Шахиду Хану в тот же день. Условия сделки не были раскрыты сразу, кроме обязательства сохранить команду в Джэксонвилле, штат Флорида. Стоимость приобретения оценивалась в 760 миллионов долларов США. Владельцы НФЛ единогласно одобрили покупку 14 декабря 2011 года. Продажа была завершена 4 января 2012 года и Шахид Хан стал первым представителем этнического меньшинства, которому принадлежала команда НФЛ. Шахид Хан является членом совета Фонда НФЛ.
В настоящее время Шахид Хан является одним из трёх владельцев американских футбольных клубов, родившихся за пределами Соединённых Штатов Америки. Двумя другими являются: Ким Пегула из «Баффало Биллс», родившийся в Республике Корее, и Зиги Уилф из «Миннесота Вайкингс», уроженец Германии.

### Фулхэм
В июле 2013 года Шахид договорился о покупке лондонского футбольного клуба «Фулхэм» Английской Премьер-лиги у предыдущего владельца Мохаммеда Аль-Файеда. Сделка была завершена 12 июля 2013 года, а её сумма оценивается в 150—200 миллионов фунтов стерлингов. Официальная стоимость покупки клуба не была объявлена и осталась конфиденциальной информацией.

### All Elite Wrestling
В 2019 году выяснилось, что Шахид Хан был ведущим инвестором американского рестлинг-промушена All Elite Wrestling (AEW) вместе со своим сыном Тони, который является президентом этой компании.

### Black News Channel
В 2021 году запустил в США телеканал Black News Channel, который был ориентирован на афроамериканскую аудиторию. Телеканал прекратил вещание в марте 2022 года, когда владелец отказался выделить дополнительное финансирование, работы лишились 230 человек.

## Личная жизнь
Шахид Хан является мусульманином. В 1967 году познакомился с Энн Карлсон (ныне Энн Карлсон Хан) в колледже и встречался с ней в течение десяти лет, прежде чем они поженились в 1977 году. У них двое детей, а их старший сын Тони Хан родился в 1982 году. В 1991 году стал натурализованным американским гражданином. Шахид Хан поддерживает Республиканскую партию, но выступает против иммиграционной политики президента Дональда Трампа.

## Награды и отличия
Получил ряд наград от Иллинойсского университета, в том числе Премию выдающихся выпускников в 1999 году от факультета механических наук и промышленной инженерии, Премию выпускников за выдающиеся заслуги в 2006 году от Инженерного колледжа и награду за выдающиеся заслуги в 2005 году от Ассоциации выпускников Университета Иллинойса.